# Den innersta kretsen
Den innersta kretsen (originaltitel The Good Shepherd) är en amerikansk drama-thriller från 2006 med bland annat Matt Damon i en av huvudrollerna.

## Handling
Filmen handlar om hur CIA byggs upp. Tittaren får följa förloppet genom ögonen på den tystlåtne Edward Wilson. Wilson leder Grisbuktsinvasionen, där exilkubaner försöker störta Fidel Castro. Efter att den hemliga operationen har misslyckats blir det Wilsons uppgift att ta reda på vem som läckt information om operationen.

## Om filmen
Den innersta kretsen regisserades av Robert De Niro, som även har producerat filmen tillsammans med bland andra Jane Rosenthal. 
Filmen hade Sverigepremiär den 9 mars 2007 och är 167 minuter lång. Filmen nominerades till en Oscar för bästa scenografi.

## Rollista (urval)
- Matt Damon - Edward Wilson
- Angelina Jolie - Margaret 'Clover' Russell
- Alec Baldwin - Sam Murach
- Tammy Blanchard - Laura
- Billy Crudup - Arch Cummings
- Robert De Niro - Bill Sullivan
- Keir Dullea - senator John Russell, sr.
- Michael Gambon - dr. Fredericks
- Martina Gedeck - Hanna Schiller
- William Hurt - Philip Allen
- Timothy Hutton - Thomas Wilson
- Mark Ivanir - Valentin Mironov #2
- Gabriel Macht - John Russell, jr.
- Lee Pace - Richard Hayes
- Joe Pesci - Joseph Palmi
- John Turturro - Ray Brocco
- Eddie Redmayne - Edward Wilson, jr.